# Zimbabwisk dollar
Nya Zimbabwisk dollar (Z$ - Zimbabwean dollar) var den valuta som användes i Zimbabwe i Afrika 1980-2009. Valutakoden var ZWD. 1 Dollar = 100 cents. Valutan infördes 1980 som ersättning av den rhodesiska dollarn. 2006 gjordes en revalvering. Vid det senaste bytet var omvandlingen 1 ZWD = 1000 dollar. Valutan drabbades genom åren av hög inflation och från 2003 cirkulerade parallellt med sedlar även s.k Bearer Cheques som valuta.
På grund av galopperande hyperinflation under 2008 beslöts att från 1 augusti 2008 genomföra en valutareform som innebär att 10 nollor ströks från sedlarna. Således blev 10 miljarder gamla dollar lika med en ny zimbabwisk dollar. Hyperinflationen fortsatte dock även efter valutareformen. I slutet av oktober 2008 uppskattades inflationen till drygt 10000 biljoner procent och sedlar i allt högre valörer fick införas i rask följd under slutet av 2008 och början av 2009, eftersom det rådde akut brist på kontanter för invånarnas vardagstransaktioner. I början av december 2008 skapades sedlar på 50 miljoner respektive 100 miljoner ZWD, och 12 december 2008 tillkännagavs att sedlar på 200 miljoner resp 500 miljoner ZWD skulle börja ges ut samma dag. Vid detta tillfälle gick det cirka 60 miljoner ZWD på en USA-dollar, och 500 miljoner ZWD motsvarade ungefär kostnaden för åtta limpor bröd. När en sedel på 10 miljarder ZWD gavs ut runt 20 december räckte den till 20 limpor bröd. 10 januari 2009 tillkännagavs att sedlar på 20 miljarder resp. 50 miljarder ZWD skulle ges ut. Dagen innan gick det 25 miljarder ZWD på en USA-dollar, och 50 miljarder skulle bara räcka till två limpor bröd. Den nya sedeln motsvar 500 000 000 000 000 000 000 (5·1020) gamla Zimbabwe-dollar från före 2008 års valutareform.
I januari 2009 tillkännagav Zimbabwes biträdande finansminister Patrick Chinamasa att befolkningen i Zimbabwe skulle tillåtas handla med utländsk valuta i en förhoppning att kunna råda bukt på landets okontrollerade inflation. Införandet av utländska valutor gjorde att konsumentpriser stabiliserades och kraftigt minskat användande av den zimbabwiska dollarn. I februari gjordes ännu en revalvering av valutan men i april samma år tillkännagjordes att den zimbabwiska dollarn övergetts som nationell valuta. Sedan valutan övergavs används istället utländska valutor såsom sydafrikansk rand, amerikansk dollar, euro, brittiskt pund och botswansk pula.

## Användning
Valutan gavs ut av Reserve Bank of Zimbabwe - RBZ som grundades 1964 och ersatte den tidigare Bank of Rhodesia and Nyasaland och har huvudkontoret i Harare.